# Пулитцеровская премия за служение обществу
Пу́литцеровская пре́мия за служе́ние о́бществу (англ. Pulitzer Prize for Public Service) — одна из старейших номинаций Пулитцеровской премии в области журналистики, существующая с момента её основания. Она является единственной номинацией, предусматривающей в качестве награды золотую медаль.

За выдающийся пример достойной государственной службы газеты, журнала или новостного сайта посредством использования его журналистских ресурсов, включая использование историй, редакционных статей, карикатур, фотографий, графики, видео, баз данных, мультимедийных или интерактивных презентаций, а также других визуальных материалов.Оригинальный текст (англ.)For a distinguished example of meritorious public service by a newspaper, magazine or news site through the use of its journalistic resources, including the use of stories, editorials, cartoons, photographs, graphics, videos, databases, multimedia or interactive presentations or other visual material.

## История
Большинство наград Пулитцеровской премии рассчитано на поощрение индивидуальных заслуг корреспондентов, но Джозеф Пулитцер предусмотрел также ряд категорий, ориентированных на отдельные организации, газеты и журналы. Так, в первые годы действовали номинации «За историю газеты» и «За развитие школы журналистики», упразднённые позднее, а также награда «За служение обществу», которая со временем стала одной из наиболее престижных наград журналистского сообщества.

## Номинанты и лауреаты
| Год  | Лауреат                                                                                   | Комментарий |
| ---- | ----------------------------------------------------------------------------------------- | --- |
| 1917 | Не вручалась                                                                              | Не вручалась |
| 1918 | The New York Times                                                                        | За служение обществу посредством публикации в полном объёме большого числа официальных докладов, документов и выступлений европейских государственных деятелей, касающихся хода и ведения войны. |
| 1919 | Milwaukee Journal                                                                         | За вескую и смелую кампанию за американизм в избирательном округе, где иностранные элементы сделали такую политику опасной с деловой точки зрения. |
| 1920 | Не вручалась                                                                              | Не вручалась |
| 1921 | Boston Post                                                                               | За серию статей, разоблачивших махинации Чарльза Понци и повлёкших в итоге его арест. |
| 1922 | New York World                                                                            | За опубликованные на протяжении сентября и октября 1921 года статьи, разоблачающие деятельность Ку-клукс-клана. |
| 1923 | Memphis Commercial Appeal                                                                 | За смелую позицию в отношении публикации карикатур и освещения новостей, связанных с упоминаниями деятельности Ку-клукс-клана. |
| 1924 | New York World                                                                            | За работу, связанную с разоблачением недостатков пеонажа во Флориде. |
| 1925 | Не вручалась                                                                              | Не вручалась |
| 1926 | Columbus Enquirer Sun                                                                     | За службу, которую газета оказала своей смелой и энергичной борьбой против Ку-клукс-клана, против принятия закона, запрещающего преподавание эволюции, против нечестных и некомпетентных государственных чиновников, а также против линчевания и борьбой за правосудие по отношению к темнокожим. |
| 1927 | Canton Daily News                                                                         | За смелую, патриотическую и действенную борьбу против порочного положения дел, вызванного сговором между городскими властями и преступными элементами. Борьба имела трагические последствия в виде политического убийства редактора издания Дона Меллета. |
| 1928 | Indianapolis Times                                                                        | За работу по раскрытию политической коррупции в Индиане, преследование виновных и обеспечение более благотворного положения дел в гражданском правительстве. |
| 1929 | New York Evening World                                                                    | За эффективную кампанию по исправлению недостатков системы правосудия, включающую борьбу за обуздание сутяжничества «адвокатов скорой помощи», поддержку оградительного законопроекта и мер по упрощению процедуры, предотвращающей дачу ложных показаний и ликвидирующей политику в муниципальных судах. Кампания сыграла важную роль в реализации корректирующих действий. |
| 1930 | Не вручалась                                                                              | Не вручалась |
| 1931 | The Atlanta Constitution                                                                  | За успешное разоблачение взяточничества в муниципалитете и последующее осуждение виновных. |
| 1932 | Indianapolis News                                                                         | За успешную кампанию по ликвидации растрат в городском управлении и снижению налогового сбора. |
| 1933 | New York World-Telegram                                                                   | За серии статей о помощи ветеранам, об изъянах облигаций, обеспеченных закладной недвижимостью, о кампании, призывающей избирателей на последних муниципальных выборах в Нью-Йорке вписывать в бюллетени имя Джозефа МакКи, а также за статьи, разоблачающие лотерейные схемы различных общественных организаций. |
| 1934 | Medford Mail Tribune                                                                      | За кампанию против недобросовестных политиков в округе Джэксон, штат Орегон. |
| 1935 | The Sacramento Bee                                                                        | За кампанию против влияния политической машины на назначение двух федеральных судей в штате Невада. |
| 1936 | Cedar Rapids Gazette                                                                      | За крестовый поход редакции против коррупции и безграмотного управления в штате Айова. |
| 1937 | St. Louis Post-Dispatch                                                                   | За разоблачение крупномасштабной мошеннической регистрации избирателей в Сент-Луисе. Благодаря скоординированным новостным, редакторским и карикатурным кампаниям этой газете удалось аннулировать до 40 000 сфальсифицированных бюллетеней в ноябре и поспособствовать назначению новой избирательной комиссии. |
| 1938 | Bismarck Tribune                                                                          | За новостные репортажи и редакционные статьи, озаглавленные как «Самопомощь в Пыльном котле». |
| 1939 | Miami Daily News                                                                          | За кампанию по отзыву Городской комиссии Майами. |
| 1940 | Waterbury Republican & American                                                           | За кампанию, разоблачившую взяточничество в муниципалитете. |
| 1941 | St. Louis Post-Dispatch                                                                   | За успешную кампанию против городского задымления. |
| 1942 | Los Angeles Times                                                                         | За успешную кампанию, которая привела к разъяснению и подтверждению для всех американских газет права на свободу печати, гарантированного Конституцией. |
| 1943 | Omaha World-Herald                                                                        | За инициативу и оригинальность в планировании региональной кампании по сбору металлолома для военных нужд. План штата Небраска был принят в национальном масштабе ежедневными газетами, что привело к объединению усилий, обеспечивших военные предприятия необходимым количеством металлолома. |
| 1944 | New York Times                                                                            | За исследование преподавания американской истории. |
| 1945 | Detroit Free Press                                                                        | За расследование мошенничества и коррупции в законодательных органах Лансинга, штат Мичиган. |
| 1946 | Scranton Times                                                                            | За пятнадцатилетнее расследование практики в окружном суде США по центральному федеральному судебному округу штата Пенсильвания, в результате чего был отстранён окружной судья и были предъявлены обвинения многим другим. |
| 1947 | Baltimore Sun                                                                             | За серию статей Говарда М. Нортона о назначении компенсаций по безработице в штате Мэриленд, которая повлекла к обвинению и признанию виновными 93 человек. |
| 1948 | St. Louis Post-Dispatch                                                                   | За освещение катастрофы в шахте города Сентрейлия, штат Иллинойс и последующих мер, которые привели к заметным реформам в законодательстве и правилах безопасности работы в шахтах. |
| 1949 | Nebraska State Journal                                                                    | За кампанию по созданию праймериз предпочтительных кандидатов в президенты «Первичные выборы с участием только звёзд в Небраске» (англ. «Nebraska All-Star Primary»), которая посредством двухпартийного комитета выдвинула на первый план проблемы в начале президентской кампании. |
| 1950 | Chicago Daily News и St. Louis Post-Dispatch                                              | За работу Джорджа Тиема и Роя Харриса (в указанном порядке), разоблачивших присутствие 37 газетных журналистов в государственной платёжной ведомости штата Иллинойс. |
| 1951 | The Miami Herald и Brooklyn Eagle                                                         | За криминальные репортажи в течение года. |
| 1952 | St. Louis Post-Dispatch                                                                   | За расследование и разоблачение широко распространённой коррупции в Бюро внутренних доходов и других ведомствах правительства. |
| 1953 | Whiteville News Reporter и Tabor City Tribune                                             | За успешную кампанию против Ку-Клукс-Клана, проведённую под собственную ответственность с экономическим и личным рисками, завершившуюся признанием виновными более ста членов объединения и прекращением террора в общинах. |
| 1954 | Newsday                                                                                   | За разоблачение скандалов на гоночной трассе штата Нью-Йорк и профсоюзного рэкета, что привело к обвинению в вымогательстве, признанию вины и тюремному заключению нью-йоркского профсоюзного рэкетира Уильяма К. ДеКонинга-старшего. |
| 1955 | Columbus Ledger                                                                           | За полномасштабное освещение в новостях и бесстрашные редакционные атаки на широко распространённую коррупцию в соседнем городе Феникс, штат Алабама, что было эффективно в ликвидации коррумпированного и охваченного рэкетом правительства города. Газета заблаговременно предупредила о недостатках правоохранительных органов до того, как ситуация в Фениксе переросла в катастрофическую. С умением, пониманием, авторитетом и мужеством издание осветило всю растянувшуюся историю судебного преследования нарушителей. |
| 1956 | Watsonville Register-Pajaronian                                                           | За мужественное разоблачение коррупции в муниципальных учреждениях, которое привело к отставке окружного прокурора и осуждению одного из его пособников. |
| 1957 | Chicago Daily News                                                                        | За решительное и отважное служение обществу в разоблачении мошенничества государственного аудитора штата Иллинойс на сумму 2,5 миллиона долларов США, в результате чего ему и другим лицам были предъявлены обвинения и вынесен приговор. Это привело к реорганизации государственных процедур для предотвращения повторения мошенничества. |
| 1958 | Arkansas Gazette                                                                          | За демонстрацию лучших качеств гражданского лидерства, журналистской ответственности и морального мужества перед лицом крупного общественного кризиса во время проблем школьной интеграции 1957 года. Бесстрашное и абсолютно объективное освещение новостей в газете, а также аргументированная и умеренная политика редакции сделали многое для восстановления спокойствия и порядка внутри взволнованного сообщества, что повлекло огромную признательность редакторам и руководству издания.                               |
| 1959 | Utica Observer-Dispatch и Utica Daily Press                                               | За успешную кампанию против коррупции, азартных игр и пороков в родном городе редакции и достижение широкомасштабных гражданских реформ перед лицом политического давления и угроз насилия. Своим стойким предводительством силами достойного правительства эти газеты поддерживали лучшие традиции свободной прессы. |
| 1960 | Los Angeles Times                                                                         | За основательную, продолжительную и продуманную атаку на наркоторговлю и инициативные репортажи Джина Шермана, которые привели к началу переговоров между Соединёнными Штатами и Мексикой с целью остановить поток незаконных наркотиков в Южную Калифорнию и другие пограничные штаты. |
| 1961 | Amarillo Globe-Times                                                                      | За раскрытие упадка в местных правоохранительных органах, что повлекло карательные меры в виде смещения с должностей слабых чиновников и проведения списка реформ. Таким образом газета проявила своё гражданское лидерство в лучших традициях журналистики. |
| 1962 | Panama City News-Herald                                                                   | За трёхлетнюю кампанию против устоявшейся государственной власти и укоренившейся коррупции, в результате которой были проведены преобразования в Панама-Сити и округе Бэй. |
| 1963 | Chicago Daily News                                                                        | За привлечение внимания общественности к проблеме предоставления услуг по контролю рождаемости в программах общественного здравоохранения района. |
| 1964 | St. Petersburg Times                                                                      | За настойчивое расследование в отношении Дорожного управления Флориды, которое выявило широко распространённые неправомерные действия и привело к крупной реорганизации государственной программы дорожного строительства. |
| 1965 | Hutchinson News                                                                           | За смелую и конструктивную кампанию, достигшую кульминации в 1964 году, по проведению более справедливого перераспределения мест в Легислатуре Канзаса, несмотря на мощную оппозицию местного сообщества. |
| 1966 | The Boston Globe                                                                          | За кампанию по предотвращению утверждения Фрэнсиса К. Моррисси-старшего в должности федерального окружного судьи штата Массачусетс. |
| 1967 | Milwaukee Journal                                                                         | За успешную кампанию по ужесточению законодательства о загрязнении воды в Висконсине и заметный прогресс в национальных усилиях по сохранению природных ресурсов. |
| 1967 | The Courier-Journal                                                                       | За успешную кампанию по контролю над горнодобывающей промышленностью Кентукки и заметный прогресс в национальных усилиях по сохранению природных ресурсов. |
| 1968 | Riverside Press-Enterprise                                                                | За раскрытие коррупции в судах, связанной с управлением имуществом и владениями индейского племени в Калифорнии, и успешные усилия по наказанию виновных. |
| 1969 | Los Angeles Times                                                                         | За разоблачение правонарушений в правительственных комиссиях Лос-Анджелеса, что привело к отставке или уголовным обвинениям отдельных её членов, а также к широкомасштабным реформам. |
| 1970 | Newsday                                                                                   | За трёхлетнее расследование и разоблачение тайных сделок с земельной собственностью в восточном Лонг-Айленде, что привело к ряду уголовных наказаний, увольнений и отставок среди государственных и политических должностных лиц в этом районе. |
| 1971 | Winston-Salem Journal                                                                     | За освещение экологических проблем, примером чему служит успешная кампания по приостановке горнодобывающих работ, которые могли причинить непоправимый ущерб горной местности на северо-западе Северной Каролины. |
| 1972 | New York Times                                                                            | За публикацию «Документов Пентагона». |
| 1973 | The Washington Post                                                                       | За расследование Уотергейтского скандала. |
| 1974 | Newsday                                                                                   | За бескомпромиссный репортаж «Героиновая тропа» (англ. «The Heroin Trail») о незаконном обороте наркотиков в Соединённых Штатах и за рубежом. |
| 1975 | Boston Globe                                                                              | За масштабное и взвешенное освещение кризиса десегрегации в школах Бостона. |
| 1976 | Anchorage Daily News                                                                      | За разоблачение влияния профсоюза водителей грузовиков на экономику и политику Аляски. |
| 1977 | Lufkin Daily News                                                                         | За некролог погибшему в военно-морском учебном лагере местному жителю, переросший в расследование этой смерти и фундаментальную реформу в практике рекрутства и обучения Корпуса морской пехоты США. |
| 1978 | Philadelphia Inquirer                                                                     | За серию статей, свидетельствующих о злоупотреблениях властью со стороны полиции в родном городе редакции. |
| 1979 | The Point Reyes Light                                                                     | За расследования, связанные с организацией Синанон. |
| 1980 | Gannett News Service                                                                      | За серию статей о финансовых пожертвованиях в организации Паулинов. |
| 1981 | Charlotte Observer                                                                        | За серию статей «Коричневое лёгкое: случай смертельного пренебрежения» (англ. «Brown Lung: A Case of Deadly Neglect»). |
| 1982 | Detroit News                                                                              | За серию статей Сидни П. Фридберга и Дэвида Ашенфелтера, разоблачившую сокрытие Военно-морскими силами США обстоятельств смерти моряка на борту корабля и повлёкшую значительные изменения в военно-морских процедурах. |
| 1983 | Jackson Clarion-Ledger                                                                    | За успешную кампанию, поддержавшую губернатора Винтера в законодательной битве за реформу системы государственного образования Миссисипи. |
| 1984 | Los Angeles Times                                                                         | За серию «Латиноамериканцы» (англ. «Latinos») — тщательное исследование группой редакторов и репортёров растущей латиноамериканской общины южной Калифорнии. |
| 1985 | Fort Worth Star-Telegram                                                                  | За репортаж Марка Томпсона, который раскрыл, что недостатки конструкции вертолётов компании Bell Helicopter стали причиной смерти более 250 военнослужащих США. Материалы в итоге привели к тому, что армия вывела из эксплуатации почти 600 вертолётов «Хьюи» для их модификации. |
| 1986 | The Denver Post                                                                           | За подробное исследование «пропавших детей», которое раскрыло, что большинство из них вовлечены в опекунские споры или являются беглецами, и помогло уменьшить национальные страхи, вызванные преувеличенной статистикой. |
| 1987 | The Pittsburgh Press                                                                      | За репортаж Эндрю Шнайдера и Мэтью Брелиса, который выявил недостаточное медицинское обследование пилотов в Федеральном управлении гражданской авиации США и повлёк значительные преобразования. |
| 1988 | Charlotte Observer                                                                        | За разоблачение злоупотреблений средствами со стороны евангельского христианского канала PTL Satellite Network путём регулярного освещения, проведённого на фоне массовой кампании PTL с целью дискредитировать газету. |
| 1989 | Anchorage Daily News                                                                      | За репортаж о высоком уровне алкоголизма и самоубийств среди аборигенов Аляски в серии статей, сфокусировавшей внимание общественности на безысходности местных жителей и повлёкшей различные преобразования. |
| 1990 | Washington Daily News                                                                     | За раскрытие того факта, что система городского водопровода загрязнена канцерогенами — проблемы, которую местное правительство утаивало и не исправляло в течение восьми лет. |
| 1990 | Philadelphia Inquirer                                                                     | За репортаж Гилберта М. Гаула, раскрывший, как американская индустрия крови управляется с недостаточным государственным регулированием и надзором. |
| 1991 | Des Moines Register                                                                       | За репортаж Джейн Шорер, которая, с согласия жертвы изнасилования, назвала её имя, что вызвало широкое переосмысление традиционной медийной практики о сокрытии личности жертв изнасилования. |
| 1992 | Sacramento Bee                                                                            | За статью Тома Кнудсона «Сьерра в опасности» (англ. «The Sierra in Peril»), в которой рассматриваются экологические угрозы и разрушение горного хребта Сьерра-Невада в Калифорнии. |
| 1993 | Miami Herald                                                                              | За освещение, которое не только помогло читателям справиться с опустошительными последствиями урагана Эндрю, но и показало, что небрежные зонирование, контроль и строительные нормы способствовали разрушениям. |
| 1994 | Akron Beacon Journal                                                                      | За обширное изучение локальных расовых отношений и последующие усилия по улучшению коммуникаций в сообществе. |
| 1995 | Virgin Islands Daily News                                                                 | За раскрытие связей между угрожающим уровнем преступности в регионе и коррупцией в местной системе уголовного правосудия. Репортаж, который по большей части был работой Мелвина Клакстона, инициировал политические изменения. |
| 1996 | The News & Observer                                                                       | За работу Мелани Силл, Пэт Стит и Джоби Уоррика об экологических и медицинских рисках от системы утилизации отходов, используемой в растущей свиноводческой отрасли Северной Каролины. |
| 1997 | Times-Picayune                                                                            | За исчерпывающую серию статей, анализирующую условия, которые угрожают мировым поставкам рыбы. |
| 1998 | Grand Forks Herald                                                                        | За продолжительное и информативное освещение, ярко иллюстрированное фотографиями, которое помогло объединить сообщество на фоне наводнений, метели и пожара, опустошивших бо́льшую часть города, включая саму типографию газеты. |
| 1999 | Washington Post                                                                           | За серию статей, раскрывшую и проанализировавшую инциденты опрометчивой стрельбы городскими полицейскими, которые имели слабую подготовку или находились под недостаточным контролем. |
| 2000 | Washington Post                                                                           | В особенности за работу Кэтрин Бу, которая выявила ужасающие упущения и злоупотребления в городских интернатах для умственно отсталых, что вынудило чиновников признать ситуацию и начать реформирование. |
| 2001 | Oregonian                                                                                 | За подробное и неуклонное изучение систематических проблем Службы иммиграции и натурализации США, включающее жестокое обращение с иностранными гражданами и другие широко распространённые злоупотребления, что привело к разного рода реформам. |
| 2002 | New York Times                                                                            | За публиковавшийся регулярно после терактов 11 сентября специальный раздел «Нация бросает вызов» (англ. «A Nation Challenged»), который последовательно и всесторонне освещал трагические события, рассказывал о жертвах и отслеживал развивавшуюся историю на местном и глобальном уровнях. |
| 2003 | Boston Globe                                                                              | За смелое всестороннее освещение сексуального насилия со стороны священников, материал, который нарушил негласность и вызвал реакцию на местном, национальном и международном уровнях, а также повлёк изменения в Римско-католической церкви. |
| 2004 | New York Times                                                                            | За работу Дэвида Барстоу и Лоуэлла Бергмана, которая неустанно исследовала смертность и травмы среди американских рабочих и разоблачала работодателей, нарушающих основные правила безопасности (Перемещено Советом премии из номинации «За выдающееся расследование»). |
| 2005 | Los Angeles Times                                                                         | За смелую, исчерпывающую исследовательскую серию, разоблачающую смертельно опасные медицинские проблемы и расовую несправедливость в крупной государственной больнице. |
| 2006 | Biloxi Sun Herald                                                                         | За отважное и всестороннее освещение урагана Катрина, предоставившее разорённым читателям жизненно важную коммуникацию, в печати и онлайн, во время наибольшей необходимости. |
| 2006 | The Times-Picayune                                                                        | За героическое всестороннее освещение урагана Катрина и его последствий, исключительное использование ресурсов газеты для помощи затопленному городу даже после эвакуации типографии газеты (выбрано Советом премии). |
| 2007 | The Wall Street Journal                                                                   | За изобретательное и всестороннее исследование акционерных опционов, проведённых задним числом для руководителей бизнеса, которое вызвало расследование, увольнение высших должностных лиц и широкомасштабные изменения в корпоративной Америке. |
| 2008 | Washington Post                                                                           | За работу Даны Прист, Анны Халл и фотографа Мишеля дю Силла по разоблачению жестокого обращения с ранеными ветеранами в больнице Уолтера Рида, вызвавшую национальный общественный протест и проведение реформ федеральными должностными лицами. |
| 2009 | Las Vegas Sun                                                                             | За выявление высокой смертности среди строителей Лас-Вегас-Стрип из-за недостаточного контроля за соблюдением норм, что привело к изменениям в политике и повышению безопасности. |
| 2010 | Bristol Herald Courier                                                                    | За работу Даниеля Гилберта в освещении подозрительного неэффективного управления роялти за природный газ, причитавшимися тысячам землевладельцев на юго-западе штата Вирджиния, а также стимуляцию государственных законодателей к проведению корректирующих мер. |
| 2011 | Los Angeles Times                                                                         | За разоблачение коррупции в маленьком калифорнийском городе Белл, где чиновники опустошали казну, чтобы выплачивать себе непомерную зарплату. Материал повлёк за собой аресты и преобразования. |
| 2012 | Philadelphia Inquirer                                                                     | За расследование широко распространённых случаев насилия в городских школах, использовавшее яркие описания и видеоролики для освещения преступлений, совершаемых детьми против детей, чтобы стимулировать реформы, направленные на повышение безопасности учителей и студентов. |
| 2013 | Sun-Sentinel                                                                              | За подтверждённое документами расследование в отношении полицейских не при исполнении, которые безрассудно превышали скорость и ставили под угрозу жизни граждан. Материалы повлекли дисциплинарные взыскания и другие меры по сокращению смертельной опасности. |
| 2014 | Washington Post                                                                           | За раскрытие секретной программы Агентства национальной безопасности по всемирному электронному наблюдению, отмеченное авторитетными и проницательными репортажами, которые помогли общественности понять, как факт вписывается в более широкую концепцию национальной безопасности. |
| 2014 | The Guardian                                                                              | За раскрытие секретной программы Агентства национальной безопасности по всемирному электронному наблюдению, что посредством агрессивных репортажей помогло разжечь дебаты об отношениях между правительством и общественностью по вопросам безопасности и конфиденциальности. |
| 2015 | The Post and Courier                                                                      | За захватывающую серию статей «Пока смерть не разлучит нас» (англ. «Till Death Do Us Part»), исследующую, почему Южная Каролина входит в число штатов с самой высокой женской смертностью, и выносящую вопрос о том, что делать с этим, на государственную повестку. |
| 2016 | Associated Press                                                                          | За расследование серьёзных трудовых правонарушений, связанных с поставками морепродуктов в американские супермаркеты и рестораны, репортаж, освободивший 2 тысячи рабов, привлёкший виновников к ответственности и положивший начало реформам. |
| 2017 | New York Daily News и ProPublica                                                          | За разоблачение, в основном благодаря работе репортёра Сары Райли, широко распространённых злоупотреблений полицией правилами выселения в отношении сотен людей, большинство из которых — бедные меньшинства. |
| 2018 | New York Times и The New Yorker                                                           | За работу под руководством Джоди Кантор и Меган Твохей, и за репортажи Ронана Фэрроу (New Yorker). За скандальную, впечатляющую журналистику, разоблачившую богатых и влиятельных сексуальных хищников, включавшую обвинения в адрес одного из самых влиятельных продюсеров Голливуда, а также повлёкшую рассмотрение долго замалчиваемых заявлений о насилии, жестокости и принуждению к молчанию жертв, тем самым стимулировавшую расследование случаев сексуального насилия над женщинами во всём мире.                     |
| 2019 | South Florida Sun Sentinel                                                                | За разоблачение ошибок со стороны сотрудников школы и правоохранительных органов до и после смертельной стрельбы в средней школе Марджори Стоунман Дуглас. |
| 2020 | Anchorage Daily News и ProPublica                                                         | За увлекательную серию материалов, которая показала, что треть деревень Аляски не обеспечена полицейской защитой, а также за то, что взяла на себя полномочия обвинить власти в десятилетиях пренебрежения, позволила привлечь финансирование и вызвала изменения в законодательстве. |
| 2021 | New York Times                                                                            | За освещение пандемии COVID-19. |
| 2022 | Washington Post                                                                           | За репортаж о нападении на Капитолий США 6 января. |
| 2023 | Associated Press и Мстислав Чернов, Евгений Малолетка, Василиса Степаненко и Лори Хиннант | За репортаж из осажденного города Мариуполя, ставшего свидетелем резни мирных жителей во время вторжения России на Украину. |
| 2024 | ProPublica                                                                                | За работу Джошуа Каплана, Джастина Эллиотта, Бретта Мерфи, Алекса Мирьески и Кирстен Берг, новаторские и амбициозные репортажи, которые прорвали толстую стену секретности, окружающую Верховный суд, и показали, как небольшая группа политически влиятельных миллиардеров очаровывала судей щедрыми подарками и путешествиями, подтолкнув суд к принятию своего первого кодекса поведения. |
| 2025 | ProPublica                                                                                | За срочные репортажи Кавиты Сураны, Лиззи Прессер, Кассандры Харамильо и Стейси Краниц о беременных женщинах, которые умерли из-за того, что врачи отложили оказание скорой помощи, опасаясь нарушить расплывчатые исключения "ради спасения жизни матери" в штатах со строгими законами об абортах. |